# Argbed
Argbed (moyen perse : hlgwpt ; en parthe : hrkpty Hargbed ; étymologie incertaine ; dans des sources romaines : archapetēs), parfois noté argbad, est un titre qui désigne une classe de commandants militaires responsables des places-fortes et forteresses des empires parthe et sassanide de Perse (Iran) entre le IIe et le VIIe siècle de notre ère. La fonction gagne en importance sous l'Empire sassanide.
Les Argbeds sont nommés par l'empereur sassanide (Chah) et sont chargés de maintenir la sécurité de leur zone d'opération (généralement un poste commercial, une forteresse militaire ou une ville), en combattant les tribus nomades telles que les bédouins, les Huns blancs et les Oghouzes, et en contenant l'avancée d'ennemis installés aux frontières tels que les Romains et les Kouchans.
Le souverain sassanide sélectionne généralement les Argbed parmi les wuzurgan, familles nobles iraniennes qui occupent les postes les plus puissants dans l'administration impériale. Ce rang, comme généralement dans l'administration impériale, est essentiellement patrimonial et se transmet au sein d'une seule famille depuis des générations.